# (39599) 1993 SC6
(39599) 1993 SC6 est un astéroïde de la ceinture principale d'astéroïdes découvert en 1993.

## Description
(39599) 1993 SC6 a été découvert le 17 septembre 1993 à l'observatoire de La Silla, au Chili, par Eric Walter Elst.

### Caractéristiques orbitales
L'orbite de cet astéroïde est caractérisée par un demi-grand axe de 2,20 ua, un périhélie de 1,86 ua, une excentricité de 0,15 et une inclinaison de 2,90° par rapport à l'écliptique. Du fait de ces caractéristiques, à savoir un demi-grand axe compris entre 2 et 3,2 ua et un périhélie supérieur à 1,666 ua, il est classé, selon la JPL Small-Body Database, comme objet de la ceinture principale d'astéroïdes.

### Caractéristiques physiques
(39599) 1993 SC6 a une magnitude absolue (H) de 15,8 et un albédo estimé à 0,219.